# 4fun Dance
4fun Dance – polska stacja muzyczna emitująca muzykę z gatunku disco polo i dance. Nadawcą stacji jest spółka Grupa Polsat Plus.

## Historia
Kanał został uruchomiony 27 września 2011 roku pod nazwą TV.Disco. Stacja kilkukrotnie zmieniała gatunek prezentowanej muzyki. W okresie od 27 września 2011 roku do 4 kwietnia 2014 roku nadawała muzykę disco z lat 70., 80. i 90. XX wieku oraz początku XXI wieku, a gatunkami muzycznymi prezentowanymi obok muzyki disco były muzyka dance, eurodance, disco polo oraz elektroniczna muzyka taneczna (muzyka klubowa). Twarzami kanału byli Mandaryna i Paweł Stasiak. 4 marca 2014 roku nastąpiła zmiana profilu stacji i od tego momentu emitowana była wyłącznie polska muzyka taneczna – disco polo, dance i muzyka biesiadna. Pod koniec 2014 roku nastąpiła ponowna zmiana profilu i została przywrócona zagraniczna muzyka taneczna m.in. z gatunku disco oraz rozpoczęto emisję utworów muzyki pop z siostrzanych 4fun.tv i Mjuzik.tv. 6 lutego 2015 roku z anteny stacji została usunięta muzyka disco polo. Na antenie stacji rozpoczęto emisję klipów z muzyką dance i elektroniczną muzyką taneczną (muzyka klubowa) oraz zmienione zostało logo stacji.
25 czerwca 2015 roku od 3:00 nocy kanał zmienił się na 4fun Fit&Dance, a gatunek emitowanej muzyki i profil stacji nie uległy zmianie, pierwszym nadawanym utworem jest "Take It to the Top" od DJ-a Kuby & Neitana i Anny Montgomery.
Od 1 października 2015 w logo ekranowym kanału widnieje nazwa 4fun Dance. Od kwietnia 2016 stacja oprócz muzyki Dance ponownie emituje teledyski z polską muzyką taneczną - disco polo.
Stacja dostępna jest w niekodowanym przekazie satelitarnym z satelity Hot Bird  w przekazie internetowym, platformach satelitarnych i kablowych.

## Pasma 4fun Dance

### Obecne
- Dance na dzień dobry
- Disco wizja
- Karaoke w 4Fun Dance
- Mega biba
- Najlepsza muzyka nocą
- Najwięcej muzyki na imprezę
- Polo Top
- Top 20
- Top 50 Disco

### Pasma TV Disco z roku 2015
- Myday
- Sunrise
- Musicriver
- Opener Party
- Sensation Night
- Tomorrow Party

### Dawne
Pasma TV.Disco (roku 2011-2015), 4fun Fit&Dance, 4fun Dance
- #1 HITS: DANCE (2015-2016)
- 4FUN BUDZI LUDZI (2015-2016)
- FIT LISTA TYGODNIA (2015)
- NAJLEPSZA MUZYKA DO WYBORU (2015)
- Ruszamy 4fit (2015)
- Fit Express (2015)
- Akcja dedykacja
- Jest Muzyka na nie lista
- Party 4fun (2015)
- Extaza
- Imprezowy kogut
- Disco relaks
- Sobotnia Gorączka
- Lody na patyku
- Polomix
- Twoje disco polo
- Eurodance Top 10
- Disco Polo Max lista
- Noc w mieście
- Disco Polo Max Hity
- Disco życzenia
- Discomania
- Polska noc
- Impreza TV.DISCO
- Nocny Polo Marek
- 4fun budzi ludzi: relaks (2015)
- Fit lista tygodnia (2015)
- Wygibass (2015-2016)
- Planeta disco
- DJ Farad Party Mix
- Przeboje 4fun (2015)
- Chcesz? Masz! Dance (2015)
- Sobote do Domo
- Top 50 Dance Chart (2015-2017)
- Chcesz? Masz! Fit (2015)
- Polski Dance
- Disco party
- Sexy dance
- Biesiadny relax
- Balet domowy
- Dance Classic
- Ibiza Hits
- Karaoke dance (2015-2016)
- Niech Żyje Bal
- Disco & Dance (2015-2016)
- Disco lista
- Dyskoteka
- Sexi bikini
- Halo disco
- Łapy w górę
- Disco Polo Party
- Bierz, co chcesz
- Disco power
- Gorączka sobotniej nocy
- Nowości i klasyki
- Poranek disco polo
- Polski dance ma sens (2015-2016)
- Poranek po polsku
- Summer Dance
- Taneczne hity
- Tylko dance ma sens! (2015-2016)
- Dance budzi ludzi (2016-2017)
- Electronic Beats Dance Chart (2016-2017)
- Electronic Beats Chart (2016-2017)
- Top 50 Disco-Dance (2017-2018)
- Top 30 Dance Chart (2015-2017)
- Electronic Beats (2016-2017)
- Pogodynki Godlewskie
- Naga prawda o pogodzie
- 4Fun Dance budzi ludzi (2017-2018)
- Top 30
- Gorące hity
- Koncert życzeń
- Hejtlista (2018-2019)
- Przygody sióstr Godlewskich
- Party Room (2018-2019)
- Przeboje 4FUN KIDS (2015-2019)
- Uczę się angielskiego z 4FUN KIDS (2019)

### Cyklicznie
- Sylwester w 4fun Dance
- Najwięcej muzyki na świąteczną imprezę
- Top 100 Dance

#### Dawniej
- Weekend (Muzyka o określonej tematyce np. Sexy disco,Szalone party,Best DJ's)
- Sylwester 4fun Dance
- After Party
- Sylwester Disco-Dance
- Wigilia w 4fun Dance
- Święta w 4fun Dance
- 4fun Dance budzi ludzi na święta
- Święta w rytmie dance

## Logo
| Lata                                  | Opis | Logo |
| ------------------------------------- | --- | ---- |
| 27 września 2011 - 25 czerwca 2015    | Czarne koło z różowym napisem TV, obok pięć kolorowych kółek z napisem disco TV Disco logo (HD) Podobne do logo pierwszego, kolor srebrny. logo 2: Kółko z literą d przypomina poziome logo Beats. |      |
| 25 czerwca 2015 - 1 października 2015 | Zielone logo 4FUN, obok napis FIT&DANCE. |      |
| 1 października 2015 - Obecnie         | Podobne do logo 1, bez napisu FIT& Logo 2: podobne do poprzedniego, tylko że całość jest koloru czerwonego                                                                                         |      |